# Демократическая партия Иранского Курдистана
Демократическая партия Иранского Курдистана (ДПИК) (курд. Hîzbî Dêmukratî Kurdistanî Êran, HDKA; перс. حزب دموکرات کردستان ایران‎ Ḥezb-e Demokrāt-e Kordestān-e Īrān) — вооружённая левая партия курдов в Иране, изгнанных в северный Ирак . ДПИК запрещена в Иране и, следовательно, не может действовать легально.
Партия призывает к самоопределению курдского народа и описывается как стремящаяся либо к сепаратизму, либо к автономии в рамках федеральной системы.
С 1979 года ДПИК ведёт упорную партизанскую войну против правительства Исламской Республики Иран. Это включало курдское повстанческое движение 1979—1983 годов, повстанческое движение 1989—1996 годов и столкновения в 2016 году.
Официальные лица Корпуса стражей исламской революции (КСИР) назвали партию террористической организацией.
Чтобы добиться внутренней и международной легитимности, ДПИК осуждает насилие в отношении гражданских лиц, заявляя о своей приверженности Всеобщей декларации прав человека и статье 3 Женевской конвенции, и с 2007 года является одной из сторон, подписавших запрет Женевского призыва о применении противопехотных мин.

## История

### Ранние годы
ДПИК был основан Кази Мухаммедом в Мехабаде 16 августа 1945 года. 22 января 1946 года Кази Мухаммед провозгласил Мехабадскую республику, президентом которой он официально стал. Республика просуществовала менее года: после ухода СССР из этого района иранская имперская армия сначала отвоевала Иранский Азербайджан, а 15 декабря 1946 года – Мехабад. После падения республики многие лидеры ДПИК были арестованы и казнены, что фактически положило конец партии.

### Восстание против шахской власти
ДПИК сотрудничала с коммунистической партией «Туде» и пережила кратковременное возрождение при правительстве Мохаммеде Мосаддыка (1951–1953). Однако, её деятельность была запрещена после государственного переворота в августе 1953 года и реставрации шаха Мохаммеда Реза Пехлеви. В 1958 году ДПКИ была на грани объединения с «Демократической партией Иракского Курдистана» (ДПК), но энергичные меры тайной полиции САВАК предотвратили данный альянс. Остатки ДПИК продолжали поддерживать ДПК, но всё изменилось, когда шах начал помогать ДПК, которая боролась против иракского режима, свергнувшего королевскую династию Хашимитов. В обмен на помощь шаха ДПК уменьшила свою поддержку ДПКИ.
В конце 1950-х годов ДПИК находилась под сильным давлением САВАК: в 1959 году саваковцы арестовали 250 активистов и руководителей ДПИК. ДПК Мустафы Барзани поддерживался шахом даже тогда, когда САВАК задерживал и даже эвакуировал целые деревни, подозреваемые в принадлежности к ДПИК.
ДПИК была реорганизована: были удалены из партии те члены, которые поддерживали иракскую ДПК, вместо них в ряды партии были включены новые члены (коммунисты и националисты), был сформировав Революционный комитет для продолжения борьбы против иранского шахского режима. Комитет начал неудачное восстание в марте 1967 года, закончившуюся через 18 месяцев её полным разгромом
После реформ, проведённых новым лидером Абдул Рахманом Гассемлу, ДПИК боролась вместе с исламскими и марксистскими движениями против шаха, что в итоге привело к иранской революции 1979 года. Однако новая исламская республика отвергла требования курдов, подавив деятельность ДПИК и другие курдские партии. ДПИК продолжала свою деятельность в изгнании, надеясь добиться «национальных прав курдов в демократической федеративной республике Иран».

### Восстание против правительства Исламской Республики
В январе 1981 года Ирак поддержал ДПИК в иранских городах Ноудешах и Касре-Ширин, предоставив оружие её бойцам. Этот шаг был сделан для того, чтобы партия помешала Тегерану использовать шоссе Тегеран–Багдад. ДПИК также надеялась добиться некоторой автономии в этом районе. Однако иранские силы организовали серию изнурительных атак против ДПИК, оставив их «второстепенным военным фактором на протяжении большей части ирано-иракской войны».
В 1997 году призыв партии воздержаться на президентских выборах в значительной степени был проигнорирован курдскими гражданами страны, и на фоне высокой явки в провинции Курдистан многие проголосовали за Мохаммада Хатами.
В 2016 году организация объявила, что возобновляет вооружённую борьбу после смерти Фариназа Хосравани (7 мая 2015 года) и последующих беспорядков в Мехабаде.

## Убийства в ресторане Миконос
Убийство Садека Шарафканди стало международным инцидентом между Германией и Ираном. 17 сентября 1992 года лидеры ДПИК Садек Шарафканди, Фаттах Абдоли, Хомаюн Ардалан и их переводчик Нури Дехкорди были убиты в греческом ресторане Миконос в Берлине. В деле о Миконосе суд признал Казема Дараби (гражданин Ирана) и ливанца Аббаса Райэля виновными в убийстве и приговорили их к пожизненному заключению. Двое других ливанцев, Юсеф Амин и Мохамед Атрис, были признаны виновными в соучастии в убийстве. В своём постановлении от 10 апреля 1997 года суд выдал международный ордер на арест министра иранской разведки Худжат аль-ислам Али Фаллахиана после того, как объявил, что убийство было заказано им с ведома Великого аятоллы Али Хаменеи и президента Али Акбара Хашеми Рафсанджани.

## Убийство в Вене
13 июля 1989 года Абдул Рахман Гассемлу прибыл в Вену со своей делегацией, чтобы провести переговоры с дипломатами, направленными иранским правительством, относительно условий примирения между центральным правительством Тегерана и курдами. Это были не единственные переговоры с Ираном, состоявшиеся в Вене. После того, как они вошли в конференц-зал и начались переговоры, иранские «дипломаты» достали автоматическое оружие и убили всех членов курдской делегации, включая доктора Гассемлу.

## Военное крыло ДПИК
Военное крыло ДПИК носит название «Пешмерга ДПИК».

## Съезды ДПИК
ДПИК провела шестнадцать съездов: 1945, 1964, 1971, 1980, 1982, 1984, 1985, 1988, 1992, 1995, 1997, 2000, 2004, 2008, 2012, 2018 годах.
Во время 20-го Конгресса Социалистического Интернационала, проходившего в штаб-квартире ООН в Нью-Йорке (9–11 сентября 1996 г.), ДПИК был предоставлен статус члена-наблюдателя. В 2005 году членство в ДПИК было повышено до консультативного статуса.

## Генеральные секретари ДПИК
- Кази Мухаммед (1945–1947)
- Ахмад Тофик (1947–1973)
- Абдул Рахман Гассемлу (1973–1989)
- Садек Шарафканди (1989–1992)
- Абдулла Хасанзаде (1993–2004)[47]
- Мустафа Хиджри (с 2004)